# Krainer Landtag

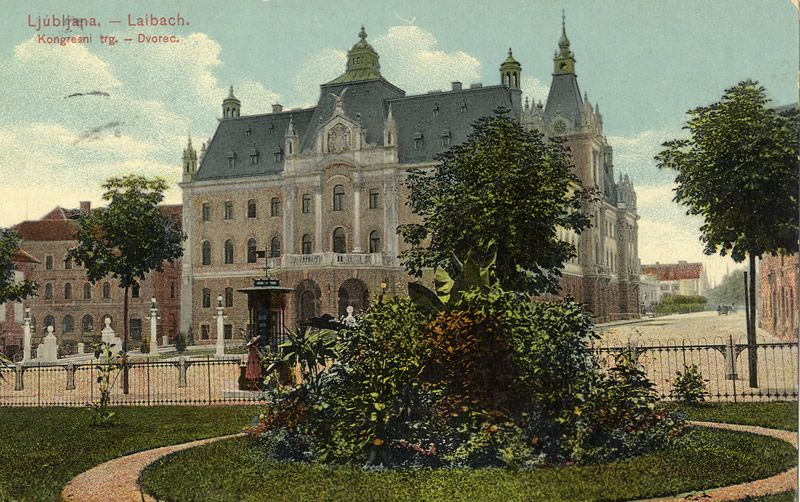
Das Krainer Landhaus in Laibach, Sitz des Landtages, heute Universität Ljubljana

Der Krainer Landtag (slowenisch Kranjski deželni zbor) war der Landtag des Kronlandes Krain im Kaisertum Österreich und Österreich-Ungarn. Er hatte seinen Sitz im Krainer Landhaus.

## Geschichte
Im Zuge der Märzrevolution 1848 war am 6. April 1848 die letzte Versammlung der alten Landesstände erfolgt. Wie auch in anderen Kronländern erfolgte im Juni 1848 im Einvernehmen mit den aus den Apriltagungen des Ständischen Zentralausschusses in Wien hervorgegangenen Beschlüssen die Wahl eines neuen, provisorischen Landtages. Hierfür wurden in Krain 50 Abgeordnete gewählt. Dieser provisorische Landtag tagte jedoch nur ein einziges Mal, wobei von 45 anwesenden Abgeordneten nur mehr 10 die Herren- und Ritterbank vertraten. Zudem waren mit dem Laibacher Fürstbischof und dem Propst von Neustadtl zwei Vertreter des Klerus anwesend. Alle übrigen Abgeordneten waren nichtständische Gutsbesitzer, Vertreter des Bauern- und Bürgertums sowie Vertreter des Bergbaus und des Lyzeums in Laibach.
Mit dem kaiserlichen Patent vom 26. Februar 1861 wurde auch der Krainer Landtag wieder reaktiviert. Das Wahlrecht war an das Gemeindewahlrecht und an den Wahlzensus gebunden. Krain modernisierte 1910 zwar sein Gemeindewahlrecht, das jedoch die ersten zwei Drittel der Sitze im Gemeinderat den steuerzahlenden Männern, Frauen und Körperschaften der Wahl überließ und das dritte Drittel allen (ob steuerzahlend oder nicht) Wählern (Frauen und Männern) überließ; das neue Gemeindewahlrecht war somit ein ungleiches Pluralwahlrecht. Die Frauen waren bei der Landtagswahl ausgeschlossen.

## Parteien

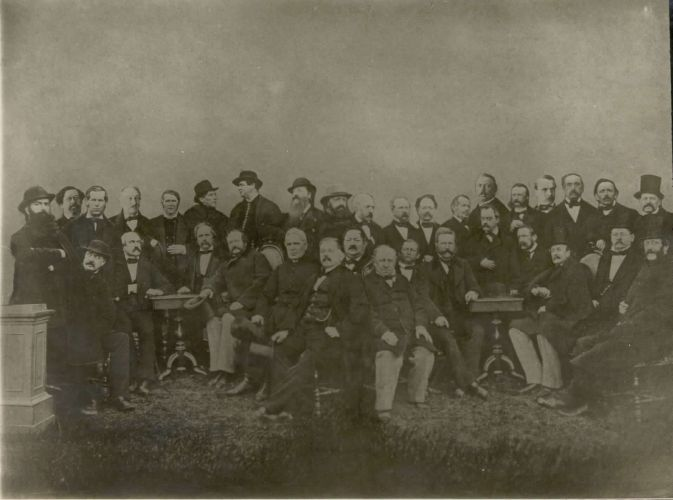
Abgeordnete des ersten Krainer Landtages, 1862

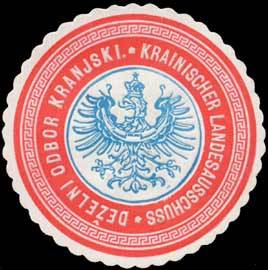
Siegelmarke Krainischer Landesausschuss

In den 1860er Jahren bildeten sich in Krain zwei Parteien heraus. Es waren dies die slowenische Partei, die sich als „national“ positionierte und die deutsche Partei, die jedoch das nationale Etikett ablehnte und das Landesbewusstsein und die Verfassungstreue an ihre Fahnen heftete. Neben den Bürgern mit deutscher Abstammung gehörten der deutschen Partei auch all jene Slowenen an, die der nationalen Ausrichtung der slowenischen Partei nicht folgen wollten. Ein Teil der slowenischen Intelligenz verfolgte dabei einen Weg, der die kulturelle Entwicklung der Slowenen nur mit Hilfe der deutschen Sprache und Kultur umsetzbar sah. Mit der Zeit übernahmen die Anhänger der verfassungstreuen Partei jedoch auch das deutsche Nationalbewusstsein. Unter den Anhängern der slowenischen Partei waren sowohl konservativ als auch liberale Vertreter, dennoch wurde die nationale Partei von den Vertretern der Verfassungstreuen Partei stets als „klerikal“ und „ultramontan“ bezeichnet.
Im Landtag dominierte zunächst die deutsche Partei. Mit der Landtagswahl 1867 gewann jedoch die slowenische Partei erstmals die Mehrheit im Landtag, wobei bis 1877 alle Abgeordneten der Landgemeinden, der Handels- und Gewerbekammer sowie einige Abgeordnete der Städte und Märkte Mitglieder der slowenischen Partei waren. Bei der Landtagswahl 1877 erlitt die slowenische Partei jedoch eine schwere Niederlage, da die deutsche Partei neben den Mandaten des Großgrundbesitzes auch die Mandate der Handels- und Gewerbekammer und mit Ausnahme des Wahlbezirkes Krainburg auch alle Mandate der Städte und Märkte gewann. Hinzu kam auch ein Mandat der Landgemeinde Gottschee. Ihren Wahlsieg verdankte die deutsche Partei dem Wahlverhalten der Beamtenschaft, die den Instruktionen der liberalen Regierung Auersperg II gefolgt war.
Bereits 1883 büßte die deutsche Partei jedoch wieder ihre Mehrheit ein und stellte in der Folge nur noch die Abgeordneten des Großgrundbesitzes und der Landgemeinde Gottschee. Innerhalb der nationalen Partei kam es hingegen in den 1870er Jahren zum Kulturkampf zwischen der jungslowenischen Fraktion und der altslowenisch-katholischen Koalition. Dieser Kampf wurde jedoch 1876 mit der Wiederaufnahme der „Einträchtigkeit“ beendet. Dennoch blieben innerhalb der nationalen Partei ein katholisch-konservativer und ein liberaler Flügel bestehen.
In den 1890er Jahren kam es jedoch auch in der Krain zu einer Aufsplitterung des slowenischen Lagers. Nach der Gründung der Katholischen Nationalpartei (Katoliška naroda stranka, KNS) 1892 gründeten liberale Vertreter der Slowenen 1894 die Nationale Partei (Narodno napredna stranka, NNS). Die Katholische Nationalpartei gewann ihre Wähler dabei vor allem aus den Landgemeinden, in der Nationalen Partei sammelten sich wiederum die Abgeordneten der Städte und Märkte. In der Folge stellte die Katholische Nationalpartei ab 1895 die relative Mehrheit der Abgeordneten, ab 1908 verfügte die Katholische Nationalpartei, die sich 1905 in Slowenische Volkspartei (Slovenska ljudska stranka, SLS) umbenannt hatte, sogar über die absolute Mehrheit.
| Parteien                                           | 1861 | 1867(1) | 1867(2) | 1870 | 1871 | 1877 | 1883 | 1889 | 1895 | 1901 | 1908(1) | 1908(2) | 1913 |
| -------------------------------------------------- | ---- | ------- | ------- | ---- | ---- | ---- | ---- | ---- | ---- | ---- | ------- | ------- | ---- |
| slowenischnationale Partei                         |      |         | 25      |      | 23   | 16   | 25   | 25   |      |      |         |         |      |
| Katholische Nationalpartei/Slowenische Volkspartei |      |         |         |      |      |      |      |      | 16   |      |         | 27      | 28   |
| National-Fortschrittliche Partei                   |      |         |         |      |      |      |      |      | 9    |      |         | 12      | 11   |
| deutsche Partei                                    |      |         | 11      |      | 13   | 20   | 11   | 11   | 11   |      |         | 11      | 11   |
| parteilos                                          |      |         | 1       | 1    | 1    | 1    | 1    | 1    | 1    |      |         |         |      |
| Gesamt                                             | 37   | 37      | 37      | 37   | 37   | 37   | 37   | 37   | 37   | 37   | 37      | 50      | 50   |

## Landtagsmandate
Die mit dem Februarpatent veröffentlichte Landesordnung und Landtagswahlordnung legte die Anzahl der Landtagsmitglieder in Krain zunächst mit 37 Personen fest. Davon wählten die Großgrundbesitzer 10 Vertreter, 8 Abgeordnete entfielen auf die Städte und Märkte, 2 auf die Handels- und Gewerbekammer und 16 Abgeordnete auf die Landgemeinden. Hinzu kam die Virilstimme des Laibacher Fürstbischofs. Die Anzahl der Landtagsabgeordneten blieb bis 1908 unverändert. Erst mit der Wahlreform von 1908 wurde die Anzahl der Landtagsabgeordneten durch die Einführung einer allgemeinen Kurie mit 11 Abgeordneten erhöht. Zudem erhielt die Stadt Laibach (Ljubljana) zwei zusätzliche Mandate, womit der Landtag ab September 1908 50 Abgeordnete umfasste; der Anfang 1908 gewählte Landtag wurde im September 1908 direkt nach der Wahlreform um die neuen 13 Abgeordneten ergänzt.